# G20 social
Le G20 social répond à l'une des nouvelles problématiques internationales posées au groupe des 20 lors de leurs réunions annuelles, à savoir renforcer la dimension sociale de la mondialisation.

## Mise en place du G20 social
En avril 2010 s'est tenu le premier G20 social dont l'objectif, selon la secrétaire américaine au travail, était « de placer l'emploi au centre de la coordination des politiques économiques ». Ultérieurement, Médecins du monde et Oxfam France ont interpellé les ministres du travail et de l’emploi des 20 pays sur l’importance de la protection sociale.

### Sommet du G20 de 2011
Antérieurement au sommet du G20 de Cannes en novembre 2011 les ministres du travail et de l’emploi ont affirmé l’importance de l’emploi comme objectif de la politique économique, et notamment l’emploi des jeunes. En réponse, ils vont mettre en place un groupe de travail qui devra élaborer des propositions pour la réunion des ministres du travail du G20 prévue en 2012 sous présidence mexicaine.
Les ministres ont également appelé à un renforcement de la protection sociale, avec un « engagement des États du G20 à mettre en œuvre des socles de protection sociale définis nationalement ». Ces décisions seront soumises aux chefs d’État et de gouvernement du G20 lors du sommet de Cannes.